# 뤼브나 아자발
뤼브나 아자발(프랑스어: Lubna Azabal, 아랍어: لبنى أزابال 루브나 아자발[*], 1973년 8월 15일 ~ )은 벨기에의 배우이다. 모로코인 아버지와 스페인인 어머니 사이에서 태어났다.

## 출연 작품
- 바디 오브 라이즈 - 에이샤의 자매 카라 역
- 그을린 사랑 - 나왈 마르완 역
- 킬러 인 브뤼셀 - 루시 테슬라 역
- 그레인
- 블루버드 인 마이 하트
- 소피아
- 포화 속의 텔아이브
- 헬홀
- 아담